# Märta Ramsten
Märta Anna Margareta Ramsten, född 25 december 1936 i Norrköping, är en svensk musikolog och visforskare.
Ramsten blev filosofie kandidat vid Uppsala universitet 1960, var anställd vid Sveriges Radio 1960–1968, hos samarbetsnämnden för svensk folkmusik 1968–1970, som arkivarie och ansvarig för inspelningsverksamheten och grammofonserien Folkmusik i Sverige vid Svenskt visarkiv 1970–1995 och som arkivchef där 1996–2001. Hon har innehaft styrelseposter i Statens musiksamlingar och Statens ljud- och bildarkiv. Hon disputerade 1992 vid Göteborgs universitet på avhandlingen Återklang – svensk folkmusik i förändring 1950–1980.
Märta Ramsten är ledamot av Kungliga Musikaliska Akademien och Kungliga Gustav Adolfs Akademien för svensk folkkultur.

## Inspelningsverksamheten vid Svenskt visarkiv
Märta Ramsten anställdes 1968 vid Svenskt visarkiv med uppdrag att dokumentera vad som då uppfattades som de sista resterna av en levande svensk folkmusiktradition. Inspelningsdokumentation av folkmusik hade tidigare bedrivits främst av Sveriges Radio och dess legendariske musikproducent Matts Arnberg. Men det mer omfattande arbetet med att systematiskt spela in folkmusik och dess utövare rymdes inte inom radions verksamhet. Därför bildades redan 1960 Samarbetsnämnden för svensk folkmusik. Förutom Svenskt visarkiv och Sveriges Radio ingick bland andra även Scenkonstmuseet (dåvarande Musikhistoriska museet).
Samarbetsnämndens stora uppgift var att starta en landsomfattande inspelningsdokumentation av vad som uppfattades som de sista resterna av en utdöende folkmusiktradition. Tack vare statlig finansiering kunde projektet inledas 1968 även om en del inspelningar gjorts i samarbetsnämndens regi redan tidigare. Efter många turer blev det Svenskt visarkiv som fick ansvaret för att genomföra inspelningsprojektet. För ändamålet anställdes Märta Ramsten som tidigare arbetat på Sveriges Radios musikavdelning. Där hade hon gjort flera folkmusikinspelningar, både tillsammans med Matts Arnberg och i egen regi. Hon hade dessutom katalogiserat radions folkmusikarkiv.
Inspelningsverksamheten genomfördes i form av inspelningsresor där utvalda geografiska områden, oftast ett specifikt landskap, finkammades på utövare under några veckors tid – en arbetsmetod som Märta Ramsten tog med sig från Sveriges Radio. En inspelningsresa förutsatte dock ett noggrant planeringsarbete. 1968 års inledande månader ägnades därför åt att söka kontakter med musiker och sångare runt om i landet som var av intresse att spela in. Genom upprop i tidningar och radio och via kontakter med spelmansförbund, hembygdsföreningar och andra med god lokalkännedom finkammades landet på spelmän och sångare. Dessutom fanns sedan tidigare ett kontaktnät uppbyggt genom Sveriges Radios inspelningsverksamhet. Den första omfattande inspelningsresan gick till Jämtland i mars 1968.
När Svenskt visarkiv förstatligades 1970 blev inspelningsdokumentationen en del av de statliga uppdraget där och inriktningen för inspelningsverksamheten med åren har breddas såväl vad gäller genre som innehåll. Svenskt visarkiv samarbetade också med de musikvetenskapliga institutionerna vid landetsuniversitet, där studenter deltog i olika inspelningsexkursioner under ledning av Märta Ramsten. Märta Ramsten blev efter förstatligandet ansvarig för inspelningsverksamheten fram till 1996 då hon efterträdde Bengt R. Jonsson som arkivchef.  
På Svenskt visarkivs webbplats finns en webbpresentation som följer Märta Ramsten i spåren under det första inspelningsåret. Visarkivets fältinspelningar som är 50 år eller äldre, i de flesta fall inspelade av Märta Ramsten, finns också tillgängliga att lyssna på via en onlinedatabas på Visarkivets webb.

## Priser och utmärkelser
- 1999 – Ledamot nr 929 av Kungliga Musikaliska Akademien
- 2009 – Olle Adolphsons minnespris[6]
- 2010 – Medaljen för tonkonstens främjande[7]
- 2011 – "Årets hederspris" vid Folk & Världsmusikgalan[8]
- 2021 – Anders och Veronica Öhmans pris